# Жозеф Юе
Жозеф Юе (фр. Joseph Huet; 1827—1903) — французький зоолог і таксидерміст.

## Біографія
Жозеф Юе народився в Парижі 30 вересня 1827 року. Він був сином гравера. У 1844 році він працював у Національному музеї природної історії в Парижі. У 1864 році він став заступником головного таксидерміста у відділі ссавців, а також відповідав за тварин, які містилися в саду. З 1876 року асистентом кафедри зоології ссавців і птахів. Помер 23 лютого 1903 року в Ла Вашері .

## Праці
Він опублікував статті про такі види тварин, як тасманійський вовк, європейський лось, жовтий коб (Kobus kob kob), філіппінська свиня та колумбійський ревун. У 1880 році Юе опублікував монографію Recherches sur les écureuils Africains. Юе вперше описав таких видів, як палаванська свиня (Sus ahoenobarbus), конгойський золотистий кріт (Huetia leucorhina), сомалійська слонова землерийка (Galegeeska revoili), охриста білка (Paraxerus ochraceus), ангольська водяна миша (Pelomys campanae) і палаванський скунс (Mydaus marchei) .
На честь зоолога назвали рід ссавців з підродини золотокротів Huetia.